# Priddy Promontory
Priddy Promontory är en udde i Antarktis. Den ligger i Östantarktis. Australien gör anspråk på området. Priddy Promontory ligger vid sjöarna  Xili Hu och Xiping Hu.
Terrängen inåt land är platt västerut, men åt sydost är den kuperad. Havet är nära Priddy Promontory västerut. Trakten är glest befolkad. Närmaste befolkade plats är Zhongshan Station, 15,0 kilometer öster om Priddy Promontory. 